# 卡西奥多罗斯
天主之僕卡西奥多罗斯（拉丁語：Flavius Magnus Aurelius Cassiodorus Senator，约485年—约585年），中世纪初期罗马城的政治家与作家，出身于贵族家庭，早年即博学多才，后参加政务。不久转攻基督教事务，曾因为被东罗马帝国的军队所俘获而在君士坦丁堡滞留，获赦后重返基督教事务，他的著述甚丰，影响了中世纪初期的基督教发展。卡西奥多罗斯退出政务后，大约于第六世纪中期（详细年分无记载）创立了韦华利(Vivarium)修道院。该修道院实为修道院、图书馆、学校、圣经研究中心之集合。

## 扩展阅读
- James J. O'Donnell (1979). Cassiodorus （页面存档备份，存于） (Berkeley: University of California Press,). On-line e-text.
- James J. O'Donnell, Cassiodorus University of California Press, Berkely, CA, 1969.